# 티에우퐁
티에우퐁(베트남어: Thiệu Phong / 紹豊 소풍 / 1341년 8월 ~ 1357년)은 베트남 쩐 왕조(陳朝) 유종(裕宗) 쩐하오(陳暭)의 첫번째 연호이다. 일설에는 티에우흥(베트남어: Thiệu Hưng / 紹興 소흥)으로 칭하기도 한다.

## 개원
- 카이흐우(開祐) 13년 8월 21일[1](율리우스력 1341년 10월 2일)에 연호를 티에우퐁(紹豊)으로 개원함.[2][3]

- 티에우퐁(紹豊) 18년 1월 1일[4](율리우스력 1358년 2월 9일)에 연호를 다이찌(大治)로 개원함.[2][3]

## 연대 대조표
| 티에우퐁 | 서기(西紀) | 간지(干支) | 원나라 연호     |
| 원년     | 1341년     | 신사(辛巳) | 지정(至正) 원년 |
| 2년      | 1342년     | 임오(壬午) | 지정 2년        |
| 3년      | 1343년     | 계미(癸未) | 지정 3년        |
| 4년      | 1344년     | 갑신(甲申) | 지정 4년        |
| 5년      | 1345년     | 을유(乙酉) | 지정 5년        |
| 6년      | 1346년     | 병술(丙戌) | 지정 6년        |
| 7년      | 1347년     | 정해(丁亥) | 지정 7년        |
| 8년      | 1348년     | 무자(戊子) | 지정 8년        |
| 9년      | 1349년     | 기축(己丑) | 지정 9년        |
| 10년     | 1350년     | 경인(庚寅) | 지정 10년       |
| 티에우퐁 | 서기(西紀) | 간지(干支) | 원나라 연호     |
| 11년     | 1351년     | 신묘(辛卯) | 지정(至正) 11년 |
| 12년     | 1352년     | 임진(壬辰) | 지정 12년       |
| 13년     | 1353년     | 계사(癸巳) | 지정 13년       |
| 14년     | 1354년     | 갑오(甲午) | 지정 14년       |
| 15년     | 1355년     | 을미(乙未) | 지정 15년       |
| 16년     | 1356년     | 병신(丙申) | 지정 16년       |
| 17년     | 1357년     | 정유(丁酉) | 지정 17년       |

## 동시대 연호

### 중국(몽골)
원(元)
- 지정(至正) (1341년 ~ 1370년)

서송(徐宋)
- 치평(治平) (1351년 ~ 1355년)
- 태평(太平) (1356년 ~ 1358년)

한송(韓宋)
- 용봉(龍鳳) (1355년 ~ 1366년)

기타
- 장사성(張士誠) 천우(天祐) (1354년 ~ 1357년)

### 일본
남조(南朝)
- 고코쿠(興国) (1340년 ~ 1346년)
- 쇼헤이(正平) (1346년 ~ 1370년)

북조(北朝)
- 랴쿠오(暦応) (1338년 ~ 1342년)
- 고에이(康永) (1342년 ~ 1345년)
- 조와(貞和) (1345년 ~ 1350년)
- 간노(観応) (1350년 ~ 1352년)
- 분나(文和) (1352년 ~ 1356년)
- 엔분(延文) (1356년 ~ 1361년)

## 같이 보기
- 베트남의 연호